# ماريو قصار
ماريو ف. قصار (بالإنجليزية: Mario Kassar)‏، من مواليد 10 أكتوبر 1951  هو منتج لبناني ومدير تنفيذي للصناعة، وغالبًا ما ترتبط مشاريعه مع أندرو فاجنا. أسس شركة كارلوكو بيكشرز المفلسة الآن.

## النشأة
ولد قصار في 10 أكتوبر 1951 في بيروت، لبنان.  كان والده أيضًا منتجًا مستقلًا للأفلام.  كسار من أصول لبنانية وإيطالية.
في سن 15، اشترى كسار العديد من الأفلام الإيطالية والفرنسية لتوزيعها في الشرق الأقصى.  

## كارولكو بيكتشرز

### السبعينات وفاجنا
التقى كاسار مع أندرو جي فاجنا في مهرجان كان السينمائي عام 1975. بعد مرور عام، أسس كاسار وفاجنا كارولكو بيكتشرز.   كان "Carolco" اسمًا أخذوه من شركة طويلة الأجل مقرها بنما. وقال كاسار في وقت لاحق في مجلة انترتينمنت ويكلي "اشترينا الاسم للتو. "هذا لا يعني شيئًا." 
الفيلم الأول الذي قام كاسار وفاجنا بعمله كان هو فيلم صقلية، وهو فيلم إيطالي عام 1976 قام ببطولته روجر مور. لقد اشتروا حقوق الفيلم مقابل 130,000 دولار. ذهب كاسار إلى آسيا وباعه مقابل 220,000 دولار.  بحلول أوائل ثمانينيات القرن الماضي، اشتري كاسار وفاجينا مكتبًا صغيرًا في ميرلوس أفيني "Melrose Avenue". واجهت مكاتبهم بعضهم البعض في المكتب وكانت زوجة فاجنا وصديقة كسار سكرتيرات لهم.  عمل كسار وفاجنا كمنتجين تنفيذيين في The Changeling" (1980)"و The Amateur" (1981)"و Escape to Victory" (1981)". كان الفيلم الأخير بمثابة المرة الأولى التي عمل فيها كل من كاسار وفاجنا مع سيلفستر ستالون.

### الثمانينات ورامبو
في عام 1980، دفع كاسار وفاجنا لوارنر بروس حوالي 383,000 دولار عن حقوق النشر لرواية ديفيد موريل عام 1972، "First Blood".  على الرغم من أنهم دفعوا مبالغ زائدة له، قام كسار وفاجنا بتصوير ستالون على أنه جون رامبو لأنهم يعلمون أن وضع النجم الفاعل يمكن استخدامه لتأمين الاستثمار المطلوب. كانت النتيجة أن حقق فيلم "First Blood" نجاحًا كبيرًا في أكتوبر 1982، وحصلت كاركولو في النهاية على 125 مليون دولار لاستثماراتها البالغة 14 مليون دولار، مما جعل كاركولو شركة إنتاج هوليود كبرى.  وفقا لصحيفة لوس أنجلوس تايمز، فإن مجموعة لبنانية مرتبطة بأسرة كسار كانت لها دور أساسي في تمويل الفيلم.
من منتصف إلى أواخر الثمانينيات من القرن الماضي، أنتج كسار اثنين من سلسلة رامبو: رامبو: الدم الأول الجزء الثاني (1985)"First Blood Part II" ورامبو الثالث (1988)"Rambo III"، وكلاهما أصدرته كارولكو أيضًا.   كما أنتج كسار أنجل هارتأينجل هارت" (1987) " وجوني هاندسمي Johnny Handsome (1989)، وكذلك أنتج ريد هيت "Red Heat" (1988). [9] [15]
يتذكر آلان باركر الذي أخرج أنجيل هارت لـ كارولكو، «لقد عرفوا أعمال التوزيع الدولية جيدًا». «لقد توصلوا إلى أن 60 في المائة من إيرادات الفيلم تأتي من خارج سوق الولايات المتحدة. عرف أندي وماريو شخصيا جميع الموزعين المستقلين المحليين في جميع أنحاء العالم.» 
في عام 1989، غادرفاجينا كارولكو وباع نصيبه لكسار. [1] قال فاجنا لـاترتينمنت ويكلي: بعد رامبو، كنا نحاول أن نصبح استوديو كبيرًا. شعرت أن هذا هو الاتجاه الخاطئ، كما قال أيضًا: كانت مشاعري سلبية للغاية وتسببت في الكثير من الاحتكاكات بين ماريو ونفسي وبيتر (هوفمان)، الذي كان يد ماريو اليمنى آنذاك. لم أكن أتفق مع المكان الذي أرادوا الذهاب إليه، وبيتر لعب حرض غرورنا ضد بعضنا. أراد أن يكون شريكا. كانت شراكة كاسار وفاجنا قد انهارت في تلك السنة، وتم دفع للأخير نحو 100 مليون دولار مقابل حصته في الشركة. تابع كاسار مع بيتر هوفمان، الذي كان الرئيس التنفيذي لكارولكو في ذلك الوقت منذ عام 1986. قدم هوفمان إلى كاسار من قبل توم بولوك، الذي سيصبح لاحقًا رئيسًا لشركة استوديوهات يونيفرسال. 
حث كاسار هوفمان علي شراء استوديو دينو دي لورينتيس البائد، مجموعة دي لورينتيس الترفيهية، إلى جانب مقرها الرئيسي في ويلمنجتون بولاية نورث كارولينا. 

### التسعينيات وهوفمان
من بين الأفلام التي أنتجتها شركة كاسار التنفيذية خلال التسعينيات Total Recall (1990) و Air America (1990) و Narrow Margin (1990) و LA Story (1991) و The Doors (1991) و Terminator 2: Day Judgement (1991) و Rambling Rose (1991)، Basic Instinct (1992)، Cliffhanger (1993)، Stargate (1994)، Last of the Dogmen (1995)، Showgirls (1995) and Cutthroat Island (1995). كما أنتج كاسار أيضًا Universal Soldier (1992) و Chaplin (1992). خلال ذلك الوقت، تدهورت العلاقات بين قصار وهوفمان إلى انعدام الثقة والكراهية. اعتقد هوفمان أن سخاء كاسار كان يدمر الشركة. شك كاسار في أن هوفمان كان يخطط لإسقاطه. استقال هوفمان في وقت لاحق في مارس 1992 مع التسوية ب1.8 مليون دولار. [3] كان الخلاف بينه وبين كسار هو الذي تسبب في استقالة هوفمان.
يقول دانييل ميلنيك الذي أنتج قصة كارولكو في لوس أنجلوس وقد استقال من مجلس كارولكو في أبريل 1991: "إنهم رجال غير عاديين، لكنهم لا يستطيعون منع الالتباس والصراع والتفكك". "كان هناك تحفز على كلا الجانبين. 
دفع كاسار 10 ملايين دولار لأرنولد شوارزنيجر من أجل أن يلعب دور البطولة في توتال ريكول و 15 مليون دولار لمايكل دوغلاس كي يلعب دور البطولة في غريزة أساسية. يقول براين جرازر، الذي شارك في إنتاج فيلم "The Doors with Kassar" الذي بلغت تكلفته 43 مليون دولار، «كان كاسار مقامرًا كبيرًا على متن قارب نهر». ذهب كاسار إلى حد منح شوارزنيجر طائرته الخاصة، والتي كلفت 17 مليون دولار إضافية.   في نهاية المطاف، جمد قاض في لوس أنجلوس 2.2 مليون دولار من أسهم كاسار وقيد وصوله إلى حسابات الشركة. 
حاول كاسار إنتاج فيلم "Bartholomew vs. Neff" المؤرشف الآن، وهو فيلم جون هيوز الذي كان ببطولة ستالون وجون كاندي. 
فقدت كارلوكو 47 مليون دولار في جزيرة السفاح وأفلست في نوفمبر 1995، قبل عرض الفيلم في دور السينما بستة أسابيع. ومع ذلك، تلقى كاسار رسومه البالغة مليون دولار. 

## بعد الإفلاس

### باراماونت ولوليتا
في أعقاب انهيار كارولكو، حوّل كاسار وظيفته إلى شركة بارامونت بيكتشرزParamount" Pictures". وقال شيري لانسينج، رئيس مجلس إدارة شركة باراماونت: «أنا مسرور للغاية لأن ماريو سوف يصنع منزله الجديد في باراماونت. يتفوق ماريو في إنتاج أفلام المغامرة الكبرى مع مخرجين رفيعي المستوى وممثلين يتمتعون بجاذبية عالمية. إنه يجلب أيضًا ترتيبات مالية إبداعية. بالنسبة للأفلام التي يصنعها، نتطلع جميعًا إلى علاقتنا الجديدة معه والمشاريع المثيرة التي سيحضرها إلى الاستوديو.»
قال ماريو كاسار: «لديّ تقدير كبير لشيري لانسينج وبقية فريق باراماونت. لدي علاقة جيدة مع جون دولجن منذ سنوات. منذ أن عملت دائمًا خارج نظام الاستوديو، أنا سعيد جدًا بأن أبدأ مسيرتي بعد كارولكو باستوديو يتسم بالمرونة والديناميكية والإبداع مثل بارامونت. لا أستطيع الانتظار لصنع أفلام في مثل هذه البيئة.»
كما قام كسار أيضًا بإنتاج لوليتا (1997)، من إخراج أدريان لين وبطولة جيريمي آيرونز وميلاني جريفيث ودومينيك سوين. 

### العقد الأول من القرن الحادي والعشرين
ووفقا لتودايز زمان، أعلن يوم 7 أغسطس 2008 أن كاسار تعاون مع مؤسسة الإذاعة والتلفزيون التركية في مسلسل من شأنه أن يروي حياة سليمان القانوني.
أفيد أن قصار شارك أيضًا في برنامج إنهاء الخلاص (2009).  ومع ذلك، تم الكشف لاحقًا عن أنه هو وفاجنا باعتا الامتياز لديريك أندرسون وفيكتور كوبيتسك من مجموعة هالكيون في عام 2007. وتلقى كاسار 30 مليون دولار للبيع.

### فيلم Audition وشركة Top Brick
أعلن مراسل هوليوود في 4 أكتوبر 2012 أن كاسار كان يدعم شويلر مور، الذي يساعد في جمع 100 مليون دولار لصندوق إنفينيتي للإعلام ومقره سنغافورة. 
في يونيو 2014، أفيد أن كاسار سينتج نسخة جديدة باللغة الإنجليزية من فيلم Audition لعام 1999 الصادر عن تاكاشي ميكي، والذي يستند إلى رواية عام 1997 تحمل نفس الاسم لرايو موراكامي. تم تعيين طبعة جديدة لكسار في الولايات المتحدة وتمت كتابتها وإخراجها بواسطة ريتشارد جراي. 
في 24 نوفمبر 2014، دخلت Brick Top Productions في اتفاقية خدمات تنفيذية مع قصار. قال ألكساندر بايفر، الرئيس التنفيذي لشركة Brick Top: «لا يوجد إنسان على هذا الكوكب أفضل من ماريو كاسار في صناعة أفلام هوليوود الحقيقية. تشرفني فرصة العمل معه.»

## إعادة إطلاق كارولكو
في 20 يناير 2015، تم إعلان أن كارلوكو بيكتشرز "Carolco Pictures"عادت عندما اكتسبت شركة Brick Top اسمها. غيرت شركة "Brick Top Productions" رسمياً اسمها التجاري إلى شركة "Carolco Pictures".
وقال كاسار "الفرق الرئيسي بين السابق والآن هو التقدم في التكنولوجيا والتصوير السينمائي الذي لم يكن متاحًا من قبل لشركة كارولكو بيكتشرز منذ 20 عامًا". "بالاقتران مع هذه التطورات... أفضل الأفلام التي سأنتجها حتى الآن لم تحضر بعد." وقال أليكس بافر، الرئيس التنفيذي الحالي لشركة كارولكو بيكتشرز، إن "كسار" هو أكبر منتج للأفلام الضخمة في العالم. هدفنا الآن هو ليس فقط استعادة العلامة التجارية كارلكو إلى مكانها الصحيح في هوليوود، ولكن أيضًا لبناء مكتبة جديدة تمامًا من الأفلام التي لا تنسى لجيل اليوم. "[8] [9]
في نوفمبر 2017، تم تغيير اسم كاركولو الجديد إلى "Recall Studios".

## الحياة الشخصية
يقيم قصار في تلال هولمبي مع زوجته دنيس ريتشارد كاسار وبناتهم الثلاث، ناتاشا وتاتيانا وأناستازيا.
في 14 نوفمبر 2013، ذكرت صحيفة نيويورك بوست أن اسم كاسار ذكر على ما يبدو في تبادل البريد الإلكتروني بين أليك بالدوين ومطاردته، جينيفيف سابورين.

## أفلامه
- التغيير (فيلم) (1980)
- الهروب إلى النصر (1981)
- The Amateur  [لغات أخرى]‏ (1981)
- Superstition (1982)
- الدم الأول (1982)
- رامبو: الدم الأول 2 (1985)
- أينجل هارت (1987)
- Extreme Prejudice  [لغات أخرى]‏ (1987)
- رامبو 3 (1988)
- الحرارة الحمراء (فيلم) (1988)
- DeepStar Six (1989)
- Johnny Handsome (1989)
- Mountains of the Moon  [لغات أخرى]‏ (1990)
- توتال ريكول (فيلم 1990) (1990)
- Air America  [لغات أخرى]‏ (1990)
- Repossessed (1990)
- هامش ضيق (1990)
- سلم يعقوب (1990)
- L.A. Story (1991)
- The Doors (1991)
- تيرميناتور 2: يوم الحساب (1991)
- Rambling Rose  [لغات أخرى]‏ (1991)
- Light Sleeper (1992)
- غريزة أساسية (1992)
- جندي عالمي (فيلم 1992) (1992)
- تشابلن (فيلم) (1992)
- نهاية مشوقة (فيلم) (1993)
- السماء والأرض (فيلم) (1993)
- ستارغيت (فيلم) (1994)
- Last of the Dogmen (1995)
- شوغيلز (1995)
- Cutthroat Island (1995)
- لوليتا (فيلم 1997) (1997)
- I Spy  [لغات أخرى]‏ (2002)
- تيرميناتور 3: نهوض الآلات (2003)
- Basic Instinct 2 (2006)
- المدمر: سجلات سارة كونر (2008-2009)
- تيرميناتور: الخلاص (2009)

## وصلات خارجية
- ماريو قصار على موقع IMDb (الإنجليزية)
- ماريو قصار على موقع ألو سيني (الفرنسية)
- ماريو قصار على موقع أول موفي (الإنجليزية)
- ماريو قصار على موقع قاعدة بيانات الأفلام السويدية (السويدية)
- ماريو قصار على موقع قاعدة بيانات الفيلم (الإنجليزية)
- ماريو قصار على موقع كينوبويسك (الروسية)

- الموقع الرسمي
- ماريو قصار في قاعدة بيانات الأفلام على الإنترنت